# Boris Vujčić
Boris Vujčić, né le 2 juin 1964 à Zagreb, est un économiste et professeur d'université croate. Il est le gouverneur de la Banque nationale de Croatie depuis le 8 juillet 2012.

## Carrière
Vujčić fut diplômé de la faculté d'économies de Zagreb en 1988, avant d'y obtenir son doctorat en 1996. Il commença sa carrière professionnelle en 1989 comme assistant à la faculté d'économies de Zagreb. En 1996, il fut nommé à la tête d'un département de recherches de la Banque nationale de Croatie. En 1997, il devient professeur à la faculté d'économies de Zagreb puis associé en 2003.
En 2000, il devint le vice-gouverneur de la Banque nationale de Croatie, avant d'en prendre la tête en 2012. Il fut réélu en 2018 pour un nouveau mandat de six ans.

### Référénces
1. ↑  (hr) « Naslovna - EFZG - Ekonomski fakultet Zagreb » , sur efzg.unizg.hr (consulté le 2 juillet 2023).
2. ↑  (hr) « Članovi Rukovodstva HNB » , sur web.archive.org (consulté le 2 juillet 2023).
3. ↑  (en) « Croatia's ruling coalition to re-appoint Vujcic as c.bank governor » , sur reuters.com, 11 juillet 2018 (consulté le 2 juillet 2023).